# Lewogroma
Lewogroma is een bestuurslaag in het regentschap Lembata van de provincie Oost-Nusa Tenggara, Indonesië. Lewogroma telt 139 inwoners (volkstelling 2010).